# Qinglong (Qinhuangdao)
Qinglong (en chino, 青龙; pinyin, Qīng·Lóng) es un condado autónomo bajo la administración directa de la Prefectura Qinhuangdao en la Provincia de Hebei, República Popular China. Su área es de 3505 km² y su población total para 2010 superó los 490 mil habitantes. 

## Administración
Desde julio de 2020, el  condado Qinglong se divide en 26 pueblos que se administran en  1 subdistritos, 11 poblados y 14 villas.

## Toponimia
El topónimo Qinglong [/Ching-Long/] significa 'dragón azul' y lo toma directamente del Río Qinglong (青龙河), un nombre que evoca imágenes de un río serpenteante y vibrante, relacionado con la simbología del dragón en la cultura china, que representa poder y vitalidad.
Como las otras regiones autónomas, se caracteriza por estar asociada a un grupo étnico minoritario, en este caso, los manchú . La región recibió la condición de "autónomo" cuando se estableció el Condado autónomo manchú de Qinglong el 2 de diciembre de 1986.

## Recursos
Qinglong es un importante condado forestal y productor de frutas, con una superficie forestal de 1500 km² y una superficie de plantación de frutas de 27 000 hectáreas. Produce principalmente manzanas, peras, castañas, etc. 
Qinglong es rico en mineral de hierro. recursos, con reservas de 400 mega toneladas.